# David Lau
David Baruch Lau (en hebreo: דוד ברוך לאו) (Tel Aviv, 13 de enero de 1966) es un rabino ortodoxo, elegido gran rabino asquenazí de Israel para el período 2013-2023. Previamente había servido como rabino jefe de las localidades israelíes de Modi'in-Maccabim-Re'ut y Shoham. Es hijo del ex gran rabino asquenazí de Israel, Yisrael Meir Lau.

## Biografía
Cursó sus estudios rabínicos en la Yeshivat Yishuv HaHadash y en la Yeshivat Beit Matityahu. Es reservista (mayor) del Cuerpo de Inteligencia del ejército israelí.
Fue el primer rabino en Israel en enseñar historia de la responsa en el judaísmo a través de Internet. Desde mediados de 2006, ha aparecido todos los viernes en el show televisivo Pregunta al rabino en el Canal 1 de Israel, el que trata asuntos relativos a la Halajá. Desde 1999, emite a través de la estación de radio Kol Chai el programa Punto judío.
Ha publicado artículos en diferentes revistas, tales como Tehumin. En 2008, publicó su libro Maskil LeDavid, el que trata asuntos tales como genealogía, conversión y ley militar.
El 24 de junio de 2013, fue elegido gran rabino asquenazí de Israel. Cabe destacar que a la fecha de su elección era la persona más joven en ser elegido para ocupar este cargo.